# Karaoké
Pour les articles homonymes, voir Karaoké (film).
 (février 2011).
Si vous disposez d'ouvrages ou d'articles de référence ou si vous connaissez des sites web de qualité traitant du thème abordé ici, merci de compléter l'article en donnant les références utiles à sa vérifiabilité et en les liant à la section « Notes et références ».

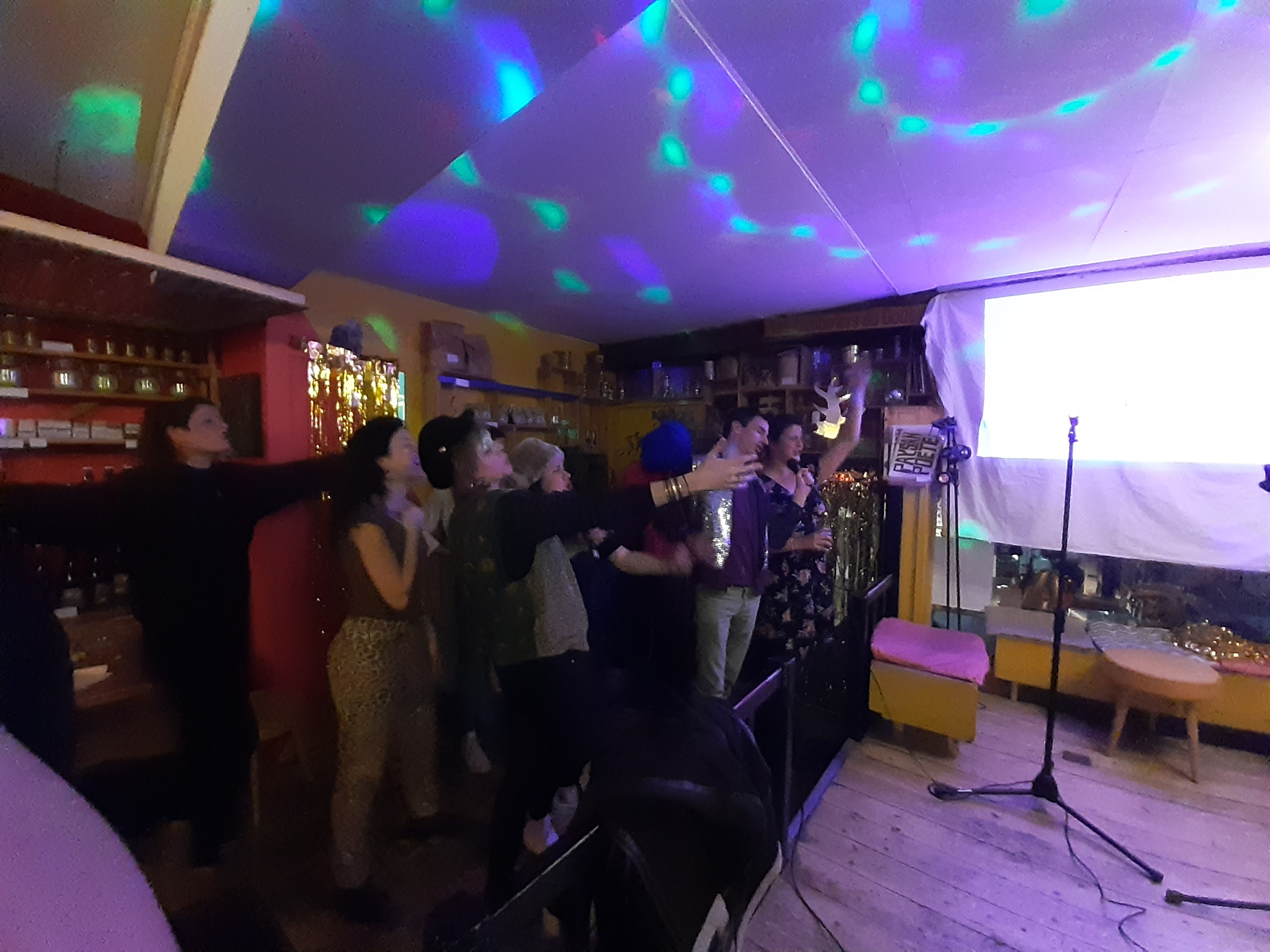
Soirée karaoké dans un bar nantais.

Le karaoké (カラオケ, karaoke) est une façon divertissante de chanter, habituellement en suivant les paroles sur un écran.

## Description
Ce terme est une combinaison des raccourcis kara du mot japonais karappo (空っぽ, qui veut dire « vide »), et oke de orchestra (オーケストラ, ōkesutora, « orchestre »), formant karaoke (カラオケ, « orchestre vide »), ce qui signifie que l'orchestre est seul sans chanteur et donc la musique jouée est sans paroles.
Les machines à karaoké sont soit un PC adéquat, soit composées d'un mélangeur sonore, d'un ou plusieurs microphones et d'un lecteur de CD+G, VCD, Laserdisc, ou de DVD qui produit de la musique et qui synchronise les paroles qui s'affichent à l'écran (comme pour les sous-titres). Les machines qui utilisent un format vidéo sont désignées dans certains pays par le terme videoke.
Les fonds sonores pour karaoké sont souvent[réf. souhaitée] dépourvus de la mélodie elle-même, ne contenant qu'un accompagnement, et de ce fait évitent aux producteurs de payer des droits aux compositeurs (en France il est obligatoire de payer une redevance à la SACEM, en Belgique à la SABAM et au Québec à la SODRAC). Dans d'autres cas, leur mélodie est jouée sur un instrument très simple et à faible volume. Puisque de nombreuses chansons utilisent les mêmes enchaînements d'accords, il peut être difficile de reconnaitre à quelle chanson un fond karaoké est destiné, et il est facile de se tromper de mélodie en chantant. Ces fonds ne sont pas adaptés pour servir par exemple de musique d'ambiance.
L'animateur de karaoké est parfois dénommé KJ (Karaoke jockey=karajockey) par similitude avec les DJ (Disc jockey) et VJ (Video jockey).

## Origines

### Aux États-Unis
En 1958, Mitch Miller, crooner américain, enregistre des séries d'albums Sing Along With Mitch, (écrit Sing Along ou Sing-A-Long) où il ne chante pas tout seul, mais avec des chœurs de scouts, des membres du Rotary Club, etc. Ils reprennent des grands classiques du folklore et dix-neuf titres seront classés dans le Top 40 américain.
Jim Lowe présente une émission intitulée SING ALONG sur CBS. Elle sera présentée ensuite par Mitch Miller lui-même (Sing along with Mitch), le public chante en même temps que Mitch, et les paroles s'affichent à l'écran, une balle rebondit sur les paroles quand il faut les chanter, son petit nom anglais est la bouncing ball.
La bouncing ball a probablement été inventée par un technicien ou un artiste des studios des frères Fleischer. Elle a été utilisée pour accompagner des chansons dans des films sonores de publicité ou de divertissement mêlant images filmées et animation dès les années 1920, notamment la série Sound Car-Tunes. Betty Boop et Irène Bordoni (C'est mon gigolo) sont parmi les premières à avoir chanté avec la bouncing ball.
Également dans ces années 1960, est parue une collection de disques de playback appelée Music Minus One (musique moins un), sur lesquels la partie d'instrument soliste ou de chant était supprimée pour permettre aux musiciens et chanteurs de bénéficier d'un accompagnement orchestral à domicile.

### Au Japon
Kisaburō Takagi (高城 喜三郎), un disquaire japonais, remarque que beaucoup de gens chantent les chansons qui passent sur les juke-box, et il a l'idée d'une machine qui jouerait les morceaux sans la voix des interprètes pour que les gens entendent leur propre voix. Il fabrique une machine composée d'un magnétophone huit pistes et d'un microphone, dépose la marque Karaoke et fonde en 1962 la société Nikkōdō (日光堂).
En 1971, le musicien Daisuke Inoue conçoit un système de karaoké à Kobe. Il a reçu le prix Ig Nobel de la paix en 2004 pour cette invention. Daisuke Inoue n'ayant pas breveté sa machine à karaoké, c'est la société japonaise Clarion qui s'est rapidement imposée comme le premier fabricant mondial de machines à karaoké.

## Popularité en Asie
Le karaoké est ancré dans la société japonaise comme un élément de la culture à part entière et constitue un loisir pratiqué très fréquemment par la jeunesse japonaise mais aussi par les personnes de tous âges. À la différence de la plupart des machines utilisées en Occident qui sont disposées dans des espaces ouverts (bars, cafés), les karaoké au Japon sont généralement des établissements qui disposent de plusieurs salles que les clients réservent de manière privative pour quelques heures ou la nuit entière. On parle alors parfois de karaoke box (カラオケボックス, karaoke bokkusu). Une fois installées dans leur salle, les personnes peuvent commander à boire et à manger, puis choisir sur un écran tactile les titres qu’elles souhaitent chanter. Les karaoke box auraient été inventées en 1986.
Le karaoké existe également en Corée du Sud sous le nom de Noraebang et en Chine, sous le nom de KalaOK (卡拉OK). Il est l'un des divertissements préférés des Asiatiques. Un tiers des hongkongais âgés de 16 à 34 ans vont dans des karaokés au moins une fois par mois. En Chine, aller au karaoké est une étape quasi obligatoire lors de la signature d'un contrat entre hommes d'affaires.
Aux Philippines, le karaoké fait partie des divertissements familiaux, avec la location à la journée d'une machine karaoké pour une soirée entre amis, un anniversaire ou encore lors d'une fête de mariage ou de baptême. Les chansons d'amour en tagalog, cebuano et autres langues de l'archipel voisinent avec les succès populaires américains, comme ceux d'Elvis Presley ou Frank Sinatra.

### Corée du Sud
Le Noraebang (de 노래, chanson et 방, pièce) est le pendant coréen du karaoké japonais.
Les Noraebang pullulent littéralement en Corée, c'est un vrai phénomène culturel. Bon marché et faciles d’accès, ces Noraebang occupent souvent les sous-sols de bâtiments dans les rues commerçantes et les quartiers d'habitations. Il y aurait plus de 30 000 Noraebang en Corée, dont 8 744 à Séoul.
Les chansons disponibles sont référencées dans un ou plusieurs annuaires où se trouvent les codes à rentrer dans un boîtier pour les lancer sur la machine. Pour suivre les modes et la production toujours plus rapides des maisons de disques coréennes, les Noraebang se doivent de tenir régulièrement à jour leurs annuaires afin de ne pas perdre leurs clients les plus branchés.
Les paroles défilent sur des écrans télévisés ou sur une toile grâce à un vidéoprojecteur. En fond défilent des images sans grand rapport avec la chanson, souvent des paysages de vacances, de nature, etc. Peu importe, ce qui compte c'est de chanter et de s'amuser. Ce phénomène touche tous les âges et toutes les classes sociales, il n'est pas rare de voir des employés de bureau se rendre avec leurs collègues au Noraebang. On peut aussi y consommer toutes sortes de boissons et de plats tout en chantant et en encourageant les chanteurs d'un soir.

## Naissance et développement en France
En France, le karaoké a fait son apparition au début des années 1990. Popularisé par des émissions de télévisions telles que La machine à chanter, présentée par Daniela Lumbroso puis La Fureur du samedi soir d’Arthur. Le karaoké est considéré comme passéiste dans un premier temps car il est pratiqué dans les restaurants et bars interlopes. Puis il parvient à se faire une place dans les clubs parisiens branchés. Pour satisfaire une volonté de plus d'intimité, le concept est affiné. Les karaoke box à la japonaise arrivent ainsi en France au début des années 2010 avec un catalogue de titres en français grâce à des acteurs comme BAM Karaoke Box ou Concerto Karaoke Box.
Par la suite, la démocratisation du karaoké se fait grâce aux jeux vidéo et aux applications mobiles. Cela contribue à entretenir l'attractivité du karaoké en France. On peut notamment citer le jeu vidéo SingStar, créé en 2004. Ce dernier connaît immédiatement beaucoup de succès. C'est d'ailleurs toujours le cas aujourd'hui car il renouvelle chaque année ses chansons pour s'adapter au mieux à celles du moment. Il en est de même pour les applications mobiles. Le succès des jeux vidéo et applications mobiles s'explique par leur bas coût et le fait que l'on puisse s'amuser avec ses amis sans sortir de chez soi[réf. souhaitée].
Enfin en 2017, arrive en France le concept britannique du Sing-along (projection de films musicaux en version karaoké) au Grand Rex. Mamma Mia est le premier film projeté ainsi.

## Karaoké sur ordinateur
Il existe plusieurs types de logiciels de karaoké dont le but est de transformer un ordinateur en machine de karaoké.
Certains utilisent le format de fichiers MIDI (fichiers .kar, QuickTime sait les lire depuis la version 3), ou le format de fichiers KFN (combinaison d'un fichier audio, d'une animation vidéo et des paroles, lus par KaraFun).
D'autres synchronisent des fichiers texte avec des fichiers MP3 (le format LRC est le plus populaire).
Sur Internet, des sociétés se sont spécialisées dans la production et la réalisation de karaoké avec des versions instrumentales de chansons au format MP3. Les fichiers servent de base musicale pour les logiciels spécialisés dans ce domaine. Par extension, d'autres sociétés proposent la création en ligne de playbacks pour instruments permettant de modifier chaque piste individuellement (guitare, batterie, basse).